# 高允茲
高允茲（17世紀—1653年），字不疑，號雲岫，山東萊州府膠州人，明朝、南明政治人物。

## 生平
崇禎三年（1630年），高允茲舉庚午科山東第二十一名鄉試，崇禎七年（1634年）登甲戌科進士，大理寺觀政，八年授直隶完縣知縣，因守禦有功，十四年陞河南道監察御史，巡按南直隸蘇松等處，次年因父母去世回鄉。
服闕，改任雲南道御史。弘光時，不依附張捷，大悲案爆發時要求立刻處決大悲，不令人民生疑；外任湖西道副使後不久南京就失陷，和譚國禎訓練鄉兵自保，因兵變、國禎死而作罷。隆武年間他巡按下遊，上疏閩南抽稅害處，隆武帝下令嚴厲執法，同時請求免去汀州借助得免。
福京失陷後，降清，順治十年（1653年）海時行反正明朝，他大罵對方而死。雍正年間入祀昭忠祠，至嘉慶六年（1801年）獲世襲恩騎尉。

## 家族
高允茲父親高翮是增生，家貧孝友，廉潔不妄取，以言行得重，入祀鄉賢祠。子高簡，崇禎十六年進士。

## 引用
1. 1 2  錢海岳《南明史·卷四十八·列傳第二十四》：（隆武）時先後巡按下遊者：王範、高允茲。……允茲，字不疑，膠州人。崇禎七年進士，授完縣知縣，有拒守功。以雲南道御史巡按蘇、嵩，不附張捷。大悲之獄，請速付市，不使弓蛇生疑。出為湖西副使，而南京亡，與譚國禎練鄉兵自保。一夕兵變，國禎死。隆武時，巡按下遊，疏陳閩南抽稅之害。上以雜稅盡免，久有明詔，下遊官乃敢私抽擾民，法紀何存？命嚴緝正法，以安窮民。又請免汀州借助，允之。福京亡，降於清。海時行反正，被執死。子簡，事別見。
2. ↑  道光《膠州志·卷十·表九·明選舉》：崇禎 三年 庚午科……高允茲 見進士
3. ↑  《崇祯七年甲戌科进士三代履历便览》：高允兹，曾祖珮，祖岳东，父融。云岫，诗一房，丙午年九月二十九日生，莱州府胶州人，庚午乡试，会二百六名，三甲一百八十三名，大理寺观政，乙亥授完县知县，丙子奉旨纪录。辛巳考选河南道御史，蘇松巡按，壬午丁憂。
4. ↑  道光《膠州志·卷二十六·傳六·明人物忠節孝友篤行》：高允兹，字不疑，父翮，增生，家貧孝友，廉介不妄取，以言行重於鄉黨，祀鄉賢祠。允兹，崇禎七年進士，任北直隸完縣知縣，有兵戒守禦有方，擢河南道監察御史，巡按南直隸蘇松等處，丁憂歸；值崇禎末土寇之變，允兹分守北城助餉為防禦，城賴以全，明亡不復出。國朝順治十年海時行叛，罵賊死，雍正閒入昭忠祠，至嘉慶六年予世廕恩騎尉 世襲詳選舉表 ，子簡別有傳。